# Casas Bajas (Valencia)
Casas Bajas es una localidad y municipio español perteneciente a la provincia de Valencia, en la comarca del Rincón de Ademuz (Comunidad Valenciana). Cuenta con una población de 167 habitantes (INE 2024). Se trata de un municipio castellanohablante, en el que el castellano cuenta con el predominio lingüístico reconocido legalmente.

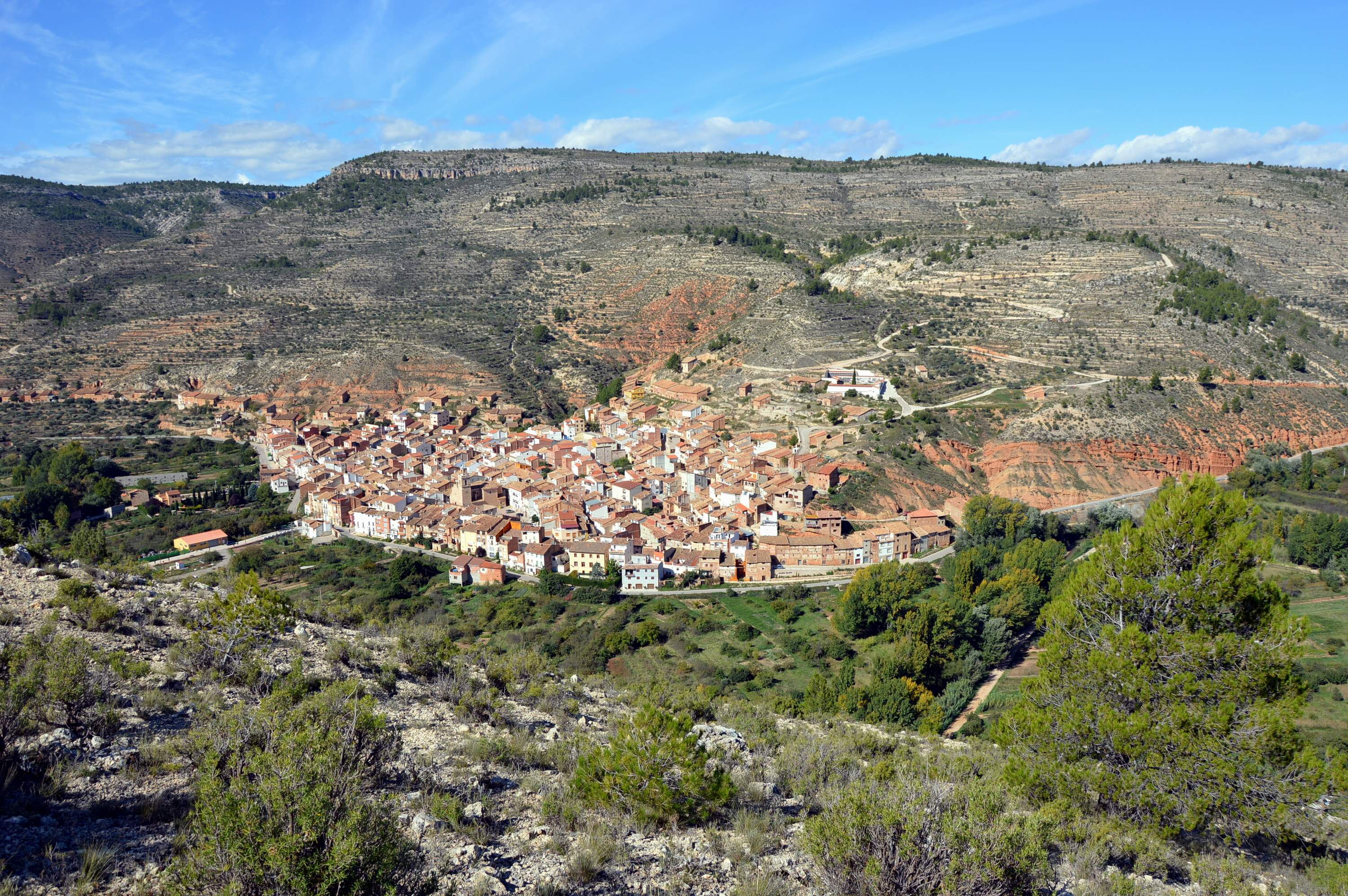
Vista general (nororiental) de Casas Bajas (Valencia), desde el cerro frontero.

Antiguamente la localidad era conocida como «Casas del Río Bajas» (también, «Casas del Río Baxas», según la grafía de la época), de este nombre por hallarse aguas abajo del Turia, en relación con Casas Altas, asimismo denominada «Casas el Río Altas».

## Geografía
Mediado el siglo XIX, el estadista y geógrafo Pascual Madoz (1847) lo sitúa «en los confines de la provincia de Cuenca, [...], al pie de un monte llamado el Pinar Llano, en la ribera derecha del río Turia». Respecto de la población, refiere que está formada por dos centenares de casas «de mala construcción y pocas comodidades, con una casa abadia toda de piedra silleria para el vicario, una plaza en el centro del pueblo, donde estuvo el cementerio antiguamente hasta el año 1834, que se construyó otro en sus afueras». Asimismo, destaca que «en las inmediaciones del pueblo se encuentran unas 30 eras de trillar con sus correspondientes pajares, y unas 5 fuentes de agua dulce, que sirven para el consumo de los habitantes».-
A finales del siglo XX, el geógrafo Carles Rodrigo Alfonso emplaza la población «sobre una hoya descendente orientada al sureste, de suave pendiente y a escasa altura sobre el fondo del valle del Turia», siendo la población situada a menor altitud de la comarca. En cuanto a la evolución histórica del caserío, dice el geógrafo:

«El núcleo primitivo, sobre la solana de una ladera, se extendió hacia el sur. En la progresión se adaptó en su morfología al camino que seguía el valle, cuyo trazado puede observarse en la calle denominado El Paso, hasta el Barranquillo de la Rocha y con la plaza ubicada en el extremo norte de la actual. Posteriormente, a partir de la acequia de Colmenar o Molino, límite regadío-secano y en la actualidad aún del casco urbano se desarrolló la entonces aldea por el llano colindante y sobre la ladera en dirección oeste y sur»
El Rincón de Ademuz. Análisis geográfico comarcal, Carles Rodrigo Alfonso

Integrado en la comarca del Rincón de Ademuz, el núcleo de la población se sitúa a 126 kilómetros de la capital valenciana. El término municipal está atravesado por la carretera N-330 en el pK 257 y por la carretera antigua (N-330a) que une Ademuz con Santa Cruz de Moya.
Respecto del terreno, escribe Madoz (1847):

«Es la mayor parte barrancoso y pedregoso, de dificil cultivo, cuyas tierras no dan de sí ni aun para los trabajos, esceptuando los trozos que estan plantados de viñedo. Solo la quinta parte está llano, y la centésima de su estensión es huerta, que se halla á una y otra parte del río Turia, con cuyas aguas se fertiliza»
Diccionario Geográfico-Esta´distico-Histórico de España, Pascual Madoz

Las alturas principales son Puntal del Peloto (1266 m), Alto de Sillera (1149 m) y Peña Alta (1054 m). El río Turia atraviesa el término de norte a sur, circulando un buen trecho por una vega fértil, encajonándose después en una profunda garganta. A él afluyen el barranco de Malas Noches y la rambla del barranco. La altitud oscila entre los 1290 m y los 670 m a orillas del río Turia. El pueblo se alza a 690 m sobre el nivel del mar.
El clima es clima continental. Como en su vecina Casas Altas, los vientos dominantes son el norte, este y suroeste, siendo este último el que provoca las lluvias en otoño y primavera. Los inviernos son fríos.

### Localidades limítrofes
| Noroeste: Casas Altas   | Norte: Casas Altas                               | Noreste: Casas Altas                 |
| Oeste: Vallanca         |                                                  | Este: Casas Altas                    |
| Suroeste: Moya (Cuenca) | Sur: Moya (Cuenca) y Santa Cruz de Moya (Cuenca) | Sureste: Santa Cruz de Moya (Cuenca) |

## Historia
En sus inmediaciones se hallaron restos de una casa-torre de época ibérica siglo VI a. C.-II a. C.: se trata del «Yacimiento arqueológico La Molatilla», situado en la partida de su nombre, al sureste de la población.-
La población (Casas del Río Bajas) fue un pequeño caserío de Ademuz hasta los años treinta del siglo XIX, fecha en que se constituyó como ayuntamiento independiente. Escribe Madoz al respecto: «Esta población fué una aldea dependiente de la jurisdicción de la villa de Ademuz; pero en 5 de junio de 1838, obtuvo la gracia de S.M. para constituir ayuntamiento propio, habiéndose hecho el señalamiento de su término en 1841».--

## Demografía
Casas Bajas (Valencia) cuenta con una población de 167 habitantes (INE 2024).
| Gráfica de evolución demográfica de Casas Bajas entre 1857 y 2021 |
| |
| Población de derecho según los censos de población del INE Población de hecho según los censos de población del INEEn 1857 aparece este municipio porque se segrega de Ademuz |

## Economía
Basada tradicionalmente en la agricultura y la ganadería. La mayor parte de las tierras cultivables pertenecen al secano y el cultivo que predomina es el del almendro, seguido de los cereales. En cuanto a la ganadería se explota ganado lanar y de cerda.

## Administración y política
| Periodo   | Nombre                         | Partido |
| --------- | ------------------------------ | ------- |
| 1979-1983 | Juan Herminio Lozano Tortajada | UCD     |
| 1983-1987 | Francisco Blasco Jarque        | AP      |
| 1987-1991 | Francisco Blasco Jarque        | AP      |
| 1991-1995 | Domingo Antón Lázaro           | PSOE    |
| 1995-1999 | Francisca Lozano Aguilar       | PP      |
| 1999-2003 | Francisca Lozano Aguilar       | PP      |
| 2003-2007 | Francisco Blasco Jarque        | PP      |
| 2007-2011 | Vicente Manuel Bes Aloy        | PSOE    |
| 2011-2015 | Domingo Antón Lázaro           | UCB     |
| 2015-2019 | Domingo Antón Lázaro           | UCB     |
| 2019-2023 | Domingo Antón Lázaro           | UCB     |

## Patrimonio

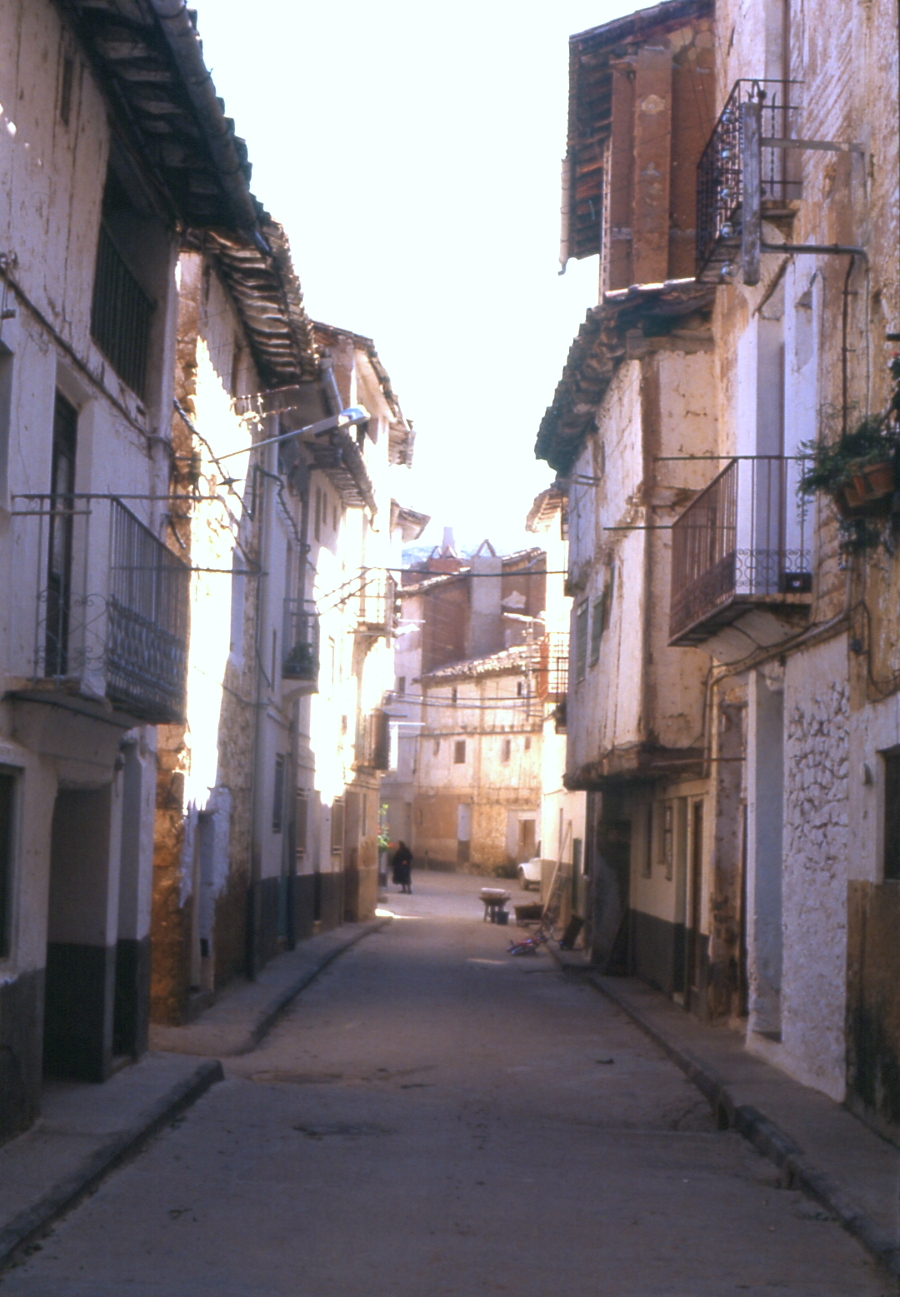
Casas Bajas, calle del Paso en 1987

### Religioso
- Iglesia parroquial del Salvador.[11] El templo comenzó construirse a finales del siglo XVIII, sobre el solar de una pequeña ermita dependiente de Ademuz: consta que un matrimonio residente en el lugar -Simón Antón y Thomasa Aguilar- donó al común de los moradores una porción de heredad que lindaba con la ermita de San Salvador para la fundación y construcción del nuevo templo (1773).[12] La torre-campanario se construyó posteriormente, a mediados del siglo XIX (1857): consta que varios vecinos del Lugar suscribieron un documento dirigido al alcalde y por su intermedio al gobernador civil de Valencia, solicitando se dignase conceder permiso para su construcción, «con el objeto de embellecer la iglesia parroquial y colocar un rejor, para comodidad de vecindario», obligándose a sufragar de su peculio todos los gastos que originase la obra.[13] Del antiguo patrimonio mueble del templo queda bien poco, que al comienzo de la guerra civil española se destruyó gran parte del mobiliario, incluido el retablo mayor, que procedía del Convento de San Guillermo de Castielfabib.[14]-[15] En los años setenta del pasado siglo XX (1976), el colorista retablo de pincel que ornaba el presbiterio, obra del artista Salomón, fue sustituido por otro de estilo neoclásico, magna obra de la artista Sofía Martínez Hurtado y su equipo, y del tallista Antonio Salarich, que contó con el asesoramiento artístico del profesor de Historia del Arte de la Universidad de Valencia y director del Museo del Patriarca, Daniel de Benito y Goerlich: la financiación de las obras corrió a cargo de los hermanos Blasco Aguilar, José y Jesús, sacerdotes hijos del lugar, canónigos de la catedral de Segorbe.[16]-[17]

### Civil
- Barraca Grande del Pinar. Es una construcción de piedra en seco, sin aglomerante, paradigma de las Barracas de piedra del Rincón de Ademuz.
- Molino harinero. Su concesión data del año 1828. Fue restaurado para que pueda verse en funcionamiento.
- Lavadero de la Fuente Vieja. Magnífico ejemplo de arquitectura vernácula; restaurado en 2009, se halla fuera de la población, al otro lado del río Turia, junto al antiguo camino de Casas Bajas a Casas Altas.

## Fiestas locales
- Fiestas Patronales. Se celebran durante cuatro días a partir del 16 de enero en honor de San Antonio Abad. Se encienden las tradicionales hogueras en las calles. Los días posteriores se celebran procesiones, concursos y bendición de animales.
- Fiesta del Salvador. Tiene lugar el 6 de agosto.

## Infraestructuras viarias
- Túneles carreteros situados en la N-330a -antigua carretera provincial de Valencia a Ademuz (C-234)-: dichos túneles (el del Rayuelo y el de Abajo) comenzaron a labrarse a finales de la Dictadura de Primo de Rivera (1930), de forma que al comienzo de la guerra civil española (1936-1939) ya estaban construidos. La adjudicataria de la carretera de Casas Bajas a Santa Cruz de Moya fue una empresa de Madrid (Construcciones Sanz), que puso como Jede de obras a Delfín Zubero Badiola (1889-1968), de Jaca (Huesca). Consta por testimonios que durante la batalla de Teruel (1937-1938), el ministro de Defensa Nacional Indalecio Prieto pasó tres noches en el túnel del Rayuelo, habilitado como refugio antiaéreo.[18]
- Puente sobre el Turia de factura moderna, construido en cemento armado, ubicado frente a la población, en posición este respecto del caserío.[19] El puente ya existía a mediados del siglo XIX, pues según relata Madoz (1847), «á 100 pasos del pueblo pasa de N. á S. el r. Turia ó Guadalaviar que algunos llaman Río Blanco, el cual se cruza por un puente de 57 pies de largo y 12 de ancho, cuyo piso es de tablas».[20]

## Lugares de interés
En su entorno pueden verse los tres cursos de agua permanente: el río Turia, y sus afluentes el Ebrón y el Bohílgues que forman un ecosistema fluvial que se puede considerar como de los mejor conservados de toda la Comunidad Valenciana. A los cursos de agua permanentes hay que añadir una extensa red de ramblas y barrancos. También es de destacar la gran cantidad de fuentes existentes en el término municipal.

## Eventos comarcales
Casas Bajas acogió la «VI Fiesta de la Manzana Esperiega», celebrada del 1 al 4 de noviembre de 2018.-

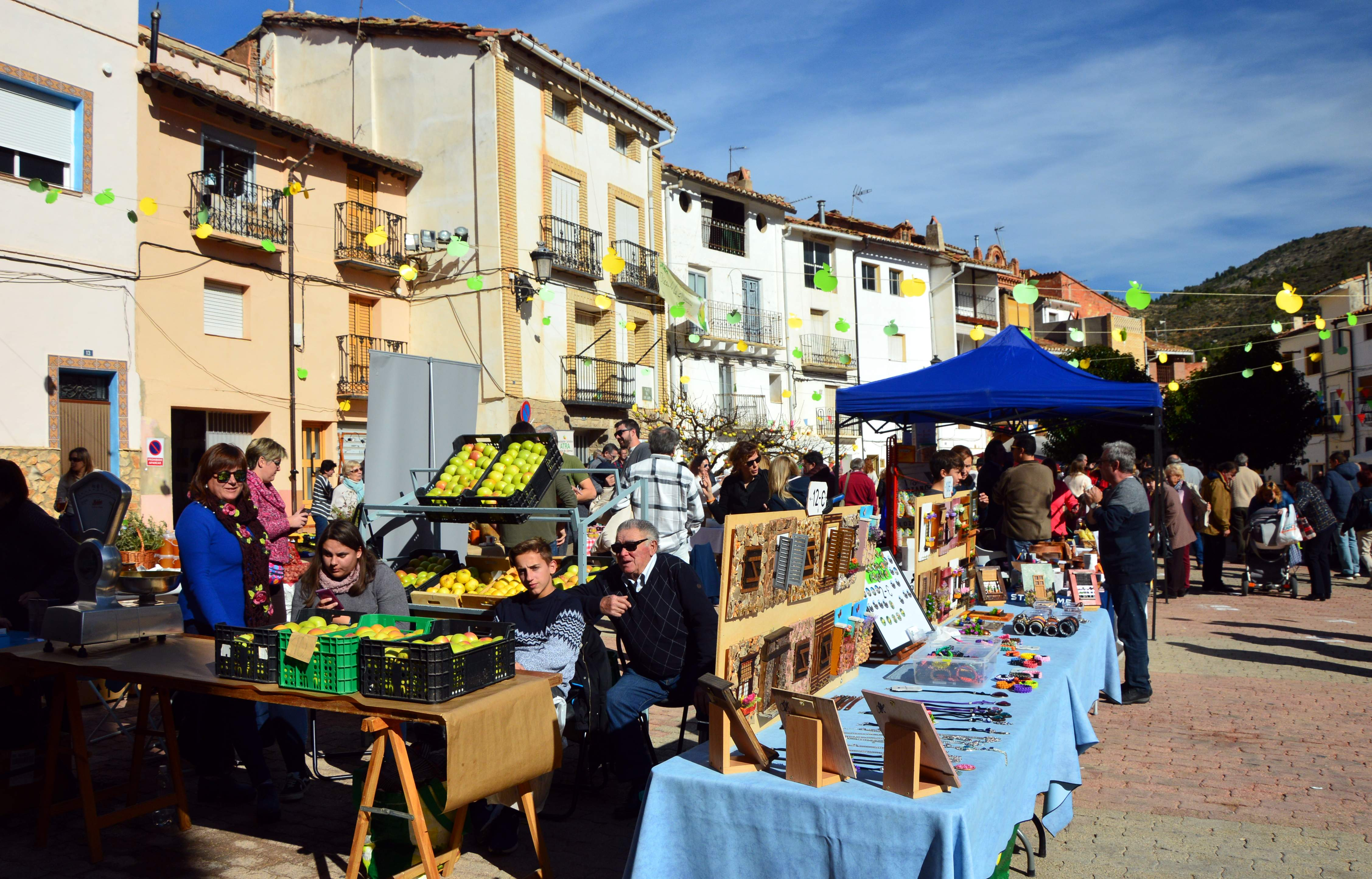
Mercado de productos agroalimentarios y mercadillo de artesanía en la VI fiesta de la Manzana Esperiega (Casas Bajas, Valencia), 2018.

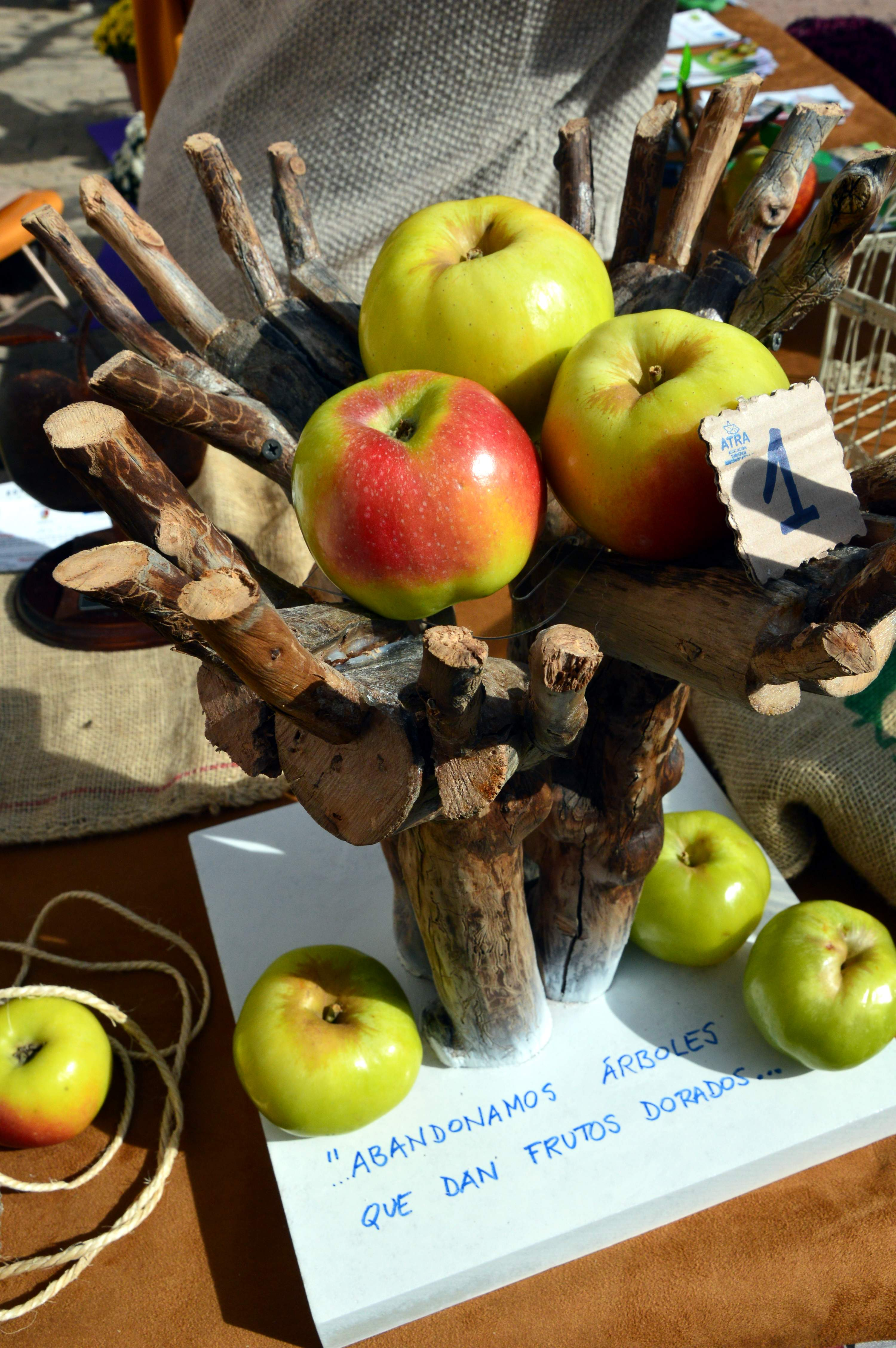
Detalle de manzanas en la VI fiesta de la Manzana Esperiega (Casas Bajas, Valencia), 2018.

## Galería

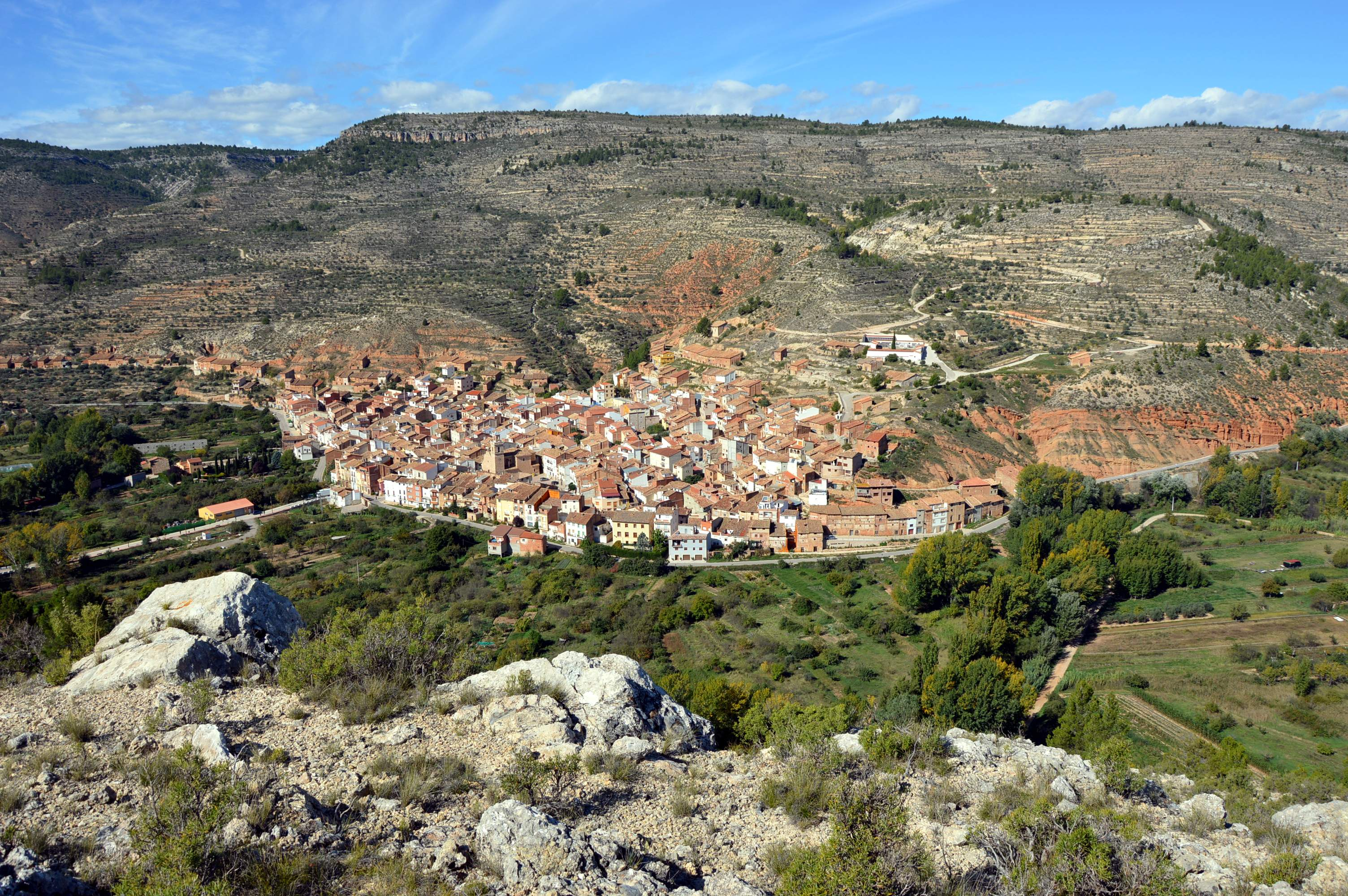
Vista general (nororiental) de Casas Bajas (Valencia), desde el cerro frontero (2015).
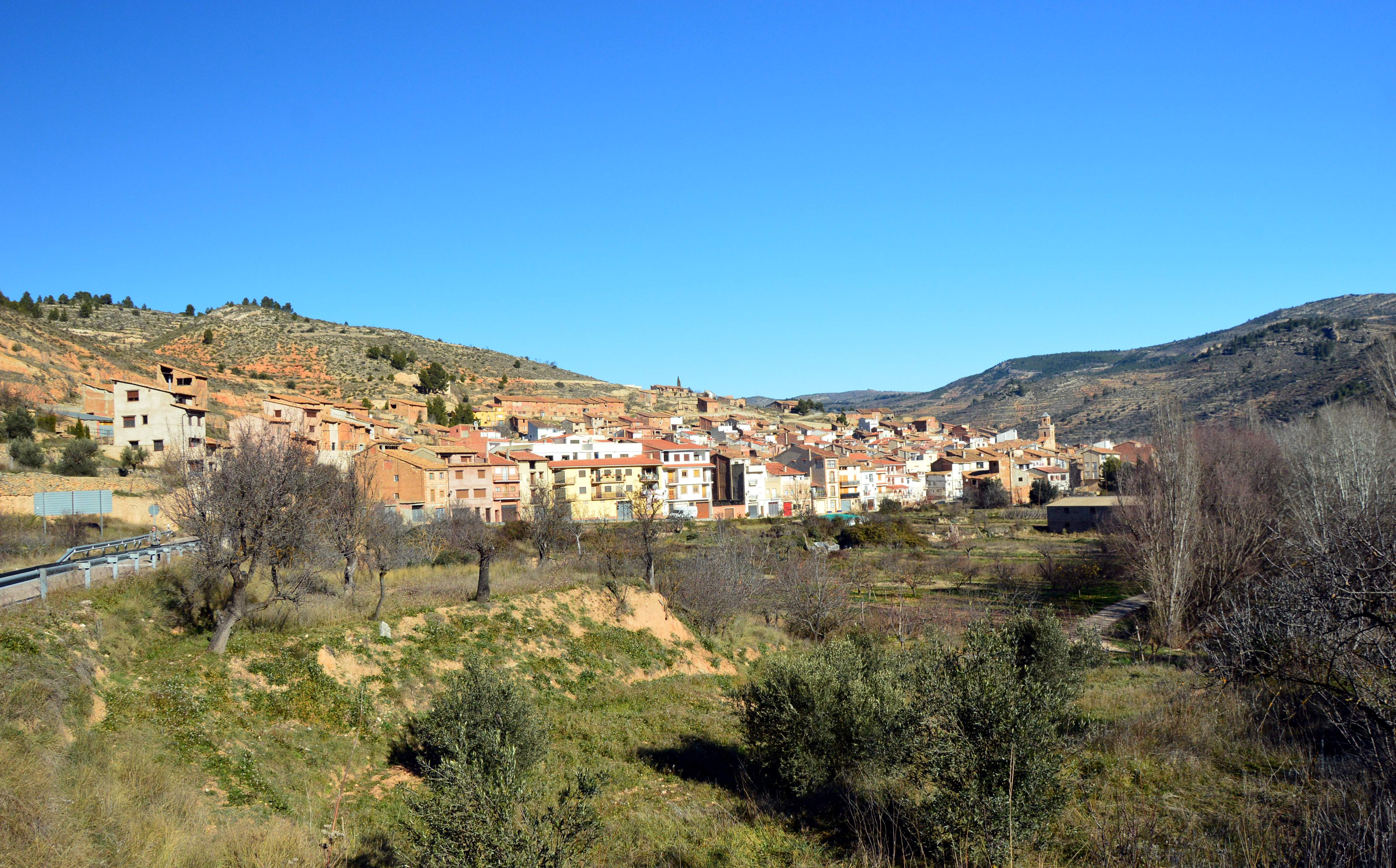
Vista parcial (meridional) del caserío de Casas Bajas (Valencia), desde la carretera N-330a (2018).
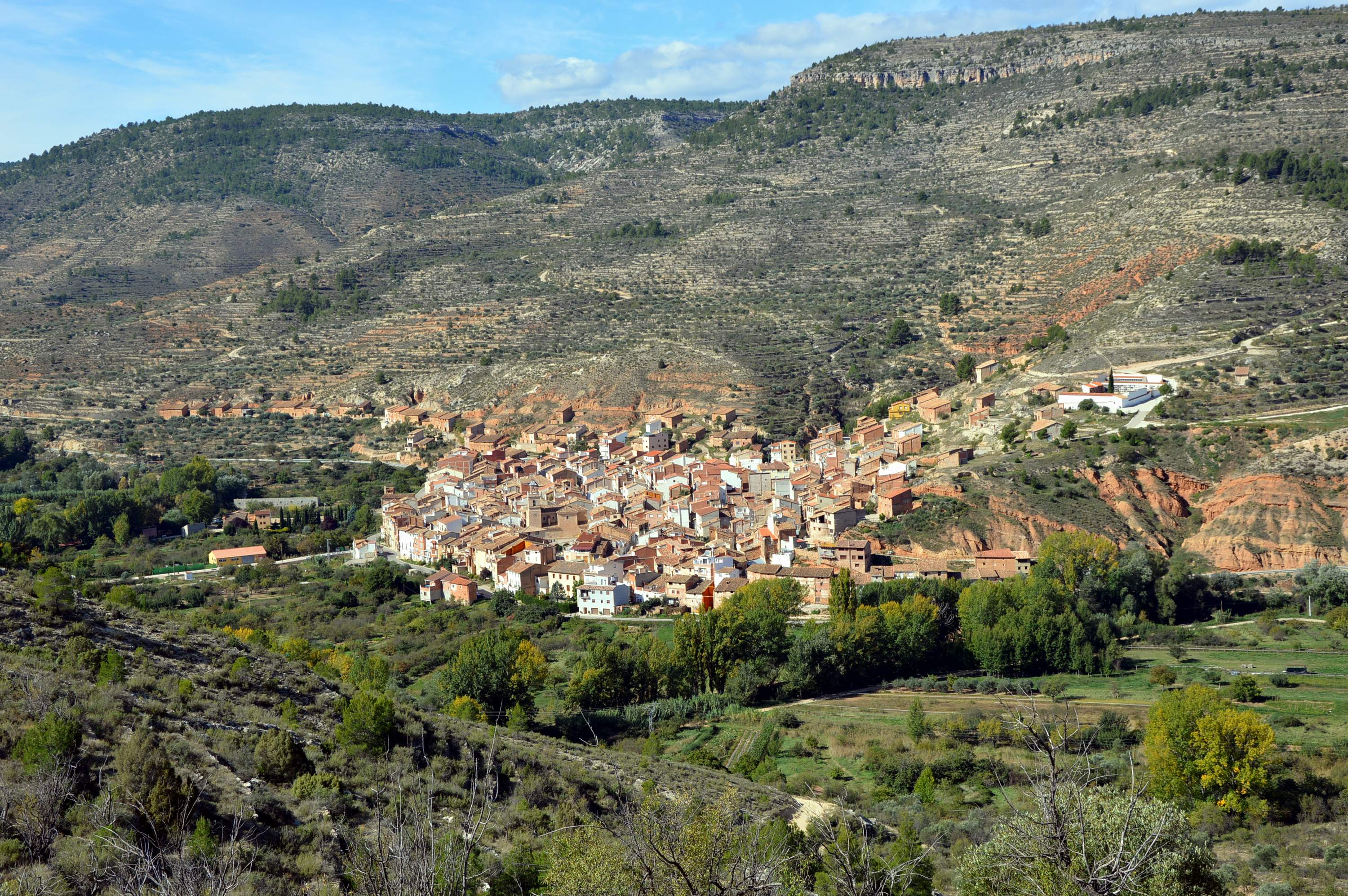
Vista general (nororiental) de Casas Bajas (Valencia), desde el cerro frontero (2015).